# Рапча
Рапча (на албански: Rapçë; на сръбски: Рапча или Rapča) е село, разположено в областта Гора, в община Драгаш (Шар), Косово.

## География
Рапча се намира на 4 km северозападно от градчето Драгаш (Шар) и на 25 km югозападно от град Призрен. То е разположено от дясната страна на река Плава, в подножието на планината Коритник. Традиционно се състои от две части - Горна и Долна Рапча. Долна Рапча е разположена 400 m южно от Горна Рапча. Махалите в Долна Рапча са Маленковска, Бричковска и Сурдоловска, а в Горна Рапча - Пачаризовска, Балабановска, Куачевска (Ковачевска) и Ибровска (Шуке).

## История
Както и при други села в Гора традиционни препитания на жителите на Рапча са овцевъдството, тюфекчийството и печалбарството в други краища. Към средата на ХІХ век в селото работят между пет и десет работилници за производтво на пушки-кремъклийки. През 1954 година сръбският географ Милисав Лутовац пише, че печалбарите от Рапча най-много са ходели на пачалба в България.
Васил Кънчов отбелязва през 1900 година селата Долна и Горна Рапча, населени от българи мохамедани, наричани торбеши. Броят на къщите в двете села е 100. Според него у населението е запазено предание за горански княз Павел, управлявал преди османското завоевание, който зимно време пребивавал в Рапча.
След Междусъюзническата война селото попада в Сърбия. Според Стефан Младенов в 1916 година Вра̀бча е българско село със 110 къщи.
На етническата си карта на Северозападна Македония в 1929 година Афанасий Селишчев отбелязва Рапча като българско село.
В 2011 година населението на Рапча е 853 жители. Преброяването регистрира 610 горани, 1 албанец, 171 бошняци, 2 турци, 48 други и 21 недекларирали се жители.